# جمشید آرین
جمشید آرین اصل، ایده پرداز و مخترع ایرانی خودروهای الکتریک هوشمند است که در سال ۱۳۳۹ در تهران به دنیا آمده‌است.

## اختراعات
جمشید آرین سال ۱۳۸۱ برای نخستین بار در برنامه زنده گفتگوی ویژه خبری تلویزیون دولتی ایران حضور یافت و خودروی الکتریکی ساخته شده توسط خود را با نام Aryana 792 معرفی کرد.
طبق اطلاعات موجود در مقاله منتشر شده مورخ ۸ دسامبر سال ۲۰۰۴ میلادی سایت اینترنتی درایو، جمشید آرین اصل مخترع ایرانی است که اختراع تکنولوژی شارژ سریع هوشمند به نام او ثبت شده‌است.

در مقاله‌ای که ۱۲ اوت سال ۲۰۰۶ توسط لورنا ادواردز منتشر شده، خودروی ساخت جمشید آرین مورد توجه قرار گرفته‌است. مقاله ذکر می‌کند که آرین به استرالیا رفته و در آنجا نمونه اولیه دومین خودروی الکتریکی هوشمند خود را که iEV800 نامگذاری کرده، ساخته‌است. این خودرو با سرعت بیش از ۱۶۰ کیلومتر در ساعت، ۲۵۰ الی ۳۰۰ کیلومتر را با یکبار شارژ کامل باتری طی می‌کند و شتاب صفر تا صد آن ۷٫۵ ثانیه می‌باشد.

جمشید آرین به فعالیت‌های خود در استرالیا و س‍پس آلمان ادامه داد و پس از گذشت ده سال از خروج او از ایران، در دوره ریاست جمهوری محمود احمدی‌نژاد، که برنامه‌هایی برای جذب نخبگان ایرانی خارج از کشور داشت، جمشید آرین به ایران برگشت.
پس از بازگشت جمشید آرین به ایران، او اختراع خود را بر روی یک خودروی سمند پیاده کرد و با آن بیش از ۵۰۰ کیلومتر را از تهران تا اصفهان طی کرد.
همچنین، جمشید آرین یک دستگاه خودروی تیبا را به سیستم برقی ساخت خود مجهز کرده (با نام تجاری iEV1-IR) و به همراه یک دستگاه شارژ هوشمند پرتابل در نمایشگاه بین‌المللی ژنو ۲۰۱۲ در کشور سوئیس شرکت کرد.

## بازخوردها
پس از موفقیت‌های فوق، رئیس‌جمهور وقت، محمود احمدی‌نژاد دستور می‌دهد که هزینه ساخت ۱۰۰ خودروی برقی و ۲ ایستگاه شارژ آن به جمشید آرین داده شود. اما در دولت بعد و در ۱۴ تیر ۱۳۹۴ محسن صالحی نیا، معاون وزیر صنایع از وجود شخصی به نام جمشید آرین اظهار بی‌اطلاعی می‌کند.

### نامه معصومه ابتکار
در بهمن‌ماه سال ۱۳۹۴ جمشید آرین به برنامه تلویزیونی ثریا در شبکه افق از تلویزیون دولتی ایران دعوت شد. با توجه به مباحث مطرح شده در برنامه، این برنامه تلویزیونی خبرساز شد. جمشید آرین در این برنامه با ارائه مستنداتی فاش کرد که در سال ۱۳۸۱ معصومه ابتکار به عنوان رئیس وقت سازمان محیط زیست ایران، کتباً طی نامه‌ای رسمی به او اعلام کرده‌است که خودروهای برقی هیچگونه آینده‌ای ندارند. با این حال معصومه ابتکار اعلام کرد که:
نامه منسوب به اینجانب جعلی است و از جاعلان آن شکایت کرده و موضوع را مورد پیگیری قرار خواهم داد. در این نامه نه‌تنها امضا کاملاً جعلی و غیرواقعی است، بلکه ادبیات نامه و عنوان به کار رفته برای امضاکننده نیز سابقه نداشته‌است. وی جمشید آرین را متقلب خواند 

### جوابیه جمشید آرین به نامه معصومه ابتکار
جمشید آرین در پیامی در خرداد ماه ۱۳۹۵ این سخنان معصومه ابتکار را پاسخ داد. در جوابیه جمشید آرین آمده‌است:
 اینجانب در تاریخ ۲۵ خرداد به متن دروغ، گزارش خلاف واقع و شبهات وارد شده در پست خانم ابتکار در ۸ صفحه با جزئیات مستدل و مستند پاسخ دادم. دو نامه خانم ابتکار و نامه‌های وزیر نفت و سازمان گسترش وزارت صنایع خود اسنادی هستند که حاکی از یک اشتباه بزرگ در نگاه خوشبینانه و در نگاه دقیق دادستان کل می‌تواند به عنوان یک خیانت ملی قلمداد شود. خانم دکتر ابتکار نگذاشتند تکنولوژی مهم و استراتِژیکی که انقلابی در سیستم حمل و نقل ما به وجود می‌آورد در کشور ما تأسیس، راه اندازی وگسترش یابد تا امروز ما بااشتغال بیش از سه میلیون نفر در این بخش بزرگ صنعتی، با کاهش مصرف حداقل ۲۸ میلیون لیتر بنزین مورد علاقه ریاست سازمان محیط زیست) منتج به عدم ورود آلودگی هوا گردد. جرم سنگین خانم ابتکار دو نامه است که در سال ۱۳۸۱ در سربرگ سازمان محیط زیست صادر شد و امروز بعد از ۱۵ سال با جسارت و اهانت بر روی آن تأکید دارند. سر کار خانم ابتکار، قبل از اعلام شکایت شما، اینجانب از دادستان کل به عنوان مدعی العموم تقاضا کردم طبق قانون اساسی وارد این پرونده حساس ملی شود تا منافع ملی و سلامتی مردم که با اشتباهات شما از بین رفته و به خطر افتاده را مورد رسیدگی قرار دهد.

### پاسخ مجری برنامه ثریا به نامه معصومه ابتکار
در تیرماه ۱۳۹۵ محسن مقصودی، مجری برنامه ثریا، در پاسخ به ماجرای تکذیب‌نامه خانم ابتکار پس از هفت ماه نوشت:
 ادعای خبر اصلی، اتفاقات علم و فناوری این روزهای کشور نه اعتصاب غذای یک مخترع تولیدکننده خودروهای الکتریک است، نه ماجرای سوخت‌های فسیلی و وابستگی کشور به واردات بنزین، نه راهکار بلندمدت آلودگی هوای کلانشهرها، نه عقب ماندگی صنعت خودروی کشور و نه موضوع جعل یک نامه. اینها هیچ‌کدام خبر اصلی نیستند. یک مشت تیتر یک هستند برای ژورنالیست‌ها و خبرنگاران و رسانه‌ای‌ها. اصل ماجرا چیز دیگری است. داستان چالش‌های پیشرفت ایران پر است از امثال آرین‌ها و برخوردهای اینچنینی مسئولان. داستان اصلی که این همه حواشی آن است، نحوه برخورد مسئولان در دولت‌های مختلف با چالش‌ها و نیازهای کشور و پیشرفت‌های علمی و فناوری است.
 در آذرماه ۱۳۹۵ حکم جلب جمشید آرین به جرم جعل امضای معصومه ابتکار به وسیلهٔ دادسرای ناحیه ۲ تهران صادر شد.

### بیانیه تشکل‌های دانشجویی
در تاریخ ۲۶ دیماه ۱۳۹۵ تعدادی از تشکل‌های دانشجویی کشور در حمایت از جمشید آرین بیانیه‌ای صادر کردند. در متن این بیانیه آمده‌است:
 تصدی گری دولت در این صنعت موجب ایجاد رانت و فساد گسترده‌ای شده که بی تردید عامل اصلی وضعیت اسفبار فعلی آن است. یکی از نمودهای این فساد عمیق، عدم توجه به ظرفیت‌های نخبگان کشور در این عرصه می‌باشد، اما این روزها نام یکی از این نخبگان بر سر زبان هاست، جمشید آرین اصل. کسی که به گواه سخنانش در سال ۱۳۸۱ در گفتگوی ویژه خبری شبکه ۲ صداوسیما، زمانی که کمپانی‌های مثل تسلا اصلاً وجود نداشتند، روند حرکت صنعت خودرو در جهان را به درستی به سمت خودروهای الکتریکی پیش‌بینی کرده‌است.
البته این ایده در حد حرف باقی نماند و در سال ۱۳۸۱ اولین خودروی هوشمند الکتریکی جهان در ایران ساخته شد: آریانا ۷۹۲.
فرصتی طلایی که با خیانت مافیای خودرو از کشور گرفته شد و جمشید آرین با تهدید، تطمیع و تعطیلی کارخانه‌هایش مجبور به ترک کشور شد. اما وی همچنان ایستاده‌است، خود را تابع نظام و رهبری می‌داند، به دنبال زدودن این فساد از صنعت خودرو و ایجاد زیرساخت واقعی برای پیشرفت آن است و در سال اقتصاد مقاومتی، اقدام و عمل، مسئولین کشور را به چالش اقدام و عمل دعوت می‌کند:
من خودروی هوشمند الکتریکی با نام iEV8 را با یک تیم دانشگاهی منتخب خودم از دانشگاه‌های سراسر ایران در مدت فقط ۶ ماه می‌سازم، که رکورد سرعت جهان را بشکند، بدون نیاز به حتی یک ریال کمک مالی دولت ایران، فقط به یک شرط:
مردان سیاسی و مسئولین باغیرت کشور ایران، از هر جناحی که هستند، به جای حرف، به عمل به پنج درخواست مرا در تحقق اقتصاد مقاومتی اجابت کنند.
او مردانه پای حرف خود ایستاده و نتایج این انقلاب صنعتی را تضمین می‌کند.
اما جالب است که به جای حمایت، حکم جلب او صادر می‌شود، آن هم با شکایت مقام مسئولی که وظیفه حمایت از این دست نخبگان را دارد، رئیس سازمان محیط زیست؛ و به جرمی که اصلاً قابل باور نیست، جعل امضا! این در حالیست که خانم ابتکار امروز همچنان مطالب همان نامه‌ای را تکرار می‌کند که ادعای جعلی بودن آن را دارد.
در برهه‌ای که مسئولین کشور باید واقعیات کشور و جهان را بیش از پیش درک کرده و به چشم‌اندازهای علمی و اقتصادی نظام جمهوری اسلامی که نمود آن‌ها همواره در مطالبات رهبری پدیدار است متمرکز باشند، مشاهده می‌کنیم که چنین همتی برای اقدام و عمل در این حوزه از آن‌ها دیده نمی‌شود.
مگر نه این است که دغدغه مندی و تلاش در جهت حل معضلات اقتصادی، صنعتی، محیط زیست و همچنین ارتقاء سطح علمی و کیفی فضای علمی و نخبگانی از مصادیق انقلابی گری و مدیریت و کار جهادی است؟
در این بین مطالبهٔ ما دانشجویان این است که مسئولین برای یک بار هم که شده با حمایت و اعتماد به این نخبهٔ علمی، قدمی در راستای تحقق انقلاب صنعتی پایدار، که در واقع تجلی ای از اقتصاد مقاومتی است، بردارند.
ما با اعلام حمایت خود از تمام نخبگان مؤمن و انقلابی کشور، و به‌طور خاص جمشید آرین اصل، خواستار شفاف شدن جزئیات این ماجرای تاسف بار، و رسیدگی عادلانه پرونده این مخترع نیز هستیم. والسلام علی من التبع الهدی 

### محکومیت جمشید آرین و تأیید جعلی بودن نامه منتشر شده در برنامه ثریا توسط دادگاه
بر اساس خبری که در تیرماه ۱۳۹۶ در پایگاه اطلاع‌رسانی سازمان حفاظت محیط زیست منتشر شد، جمشید آرین اصل بنابر حکم دادگاه محکوم به جزای نقدی و شلاق شد. بر این اساس وی «به لحاظ جعل به پرداخت مبلغ هجده میلیون ریال و به لحاظ استفاده از سند مجعول به پرداخت هجده میلیون ریال هر دو به عنوان جزای نقدی به نفع صندوق دولت و از بابت نشر اکاذیب به تحمل ۳۰ ضربه شلاق محکوم گردید».

### خودروی جدید جمشید آرین

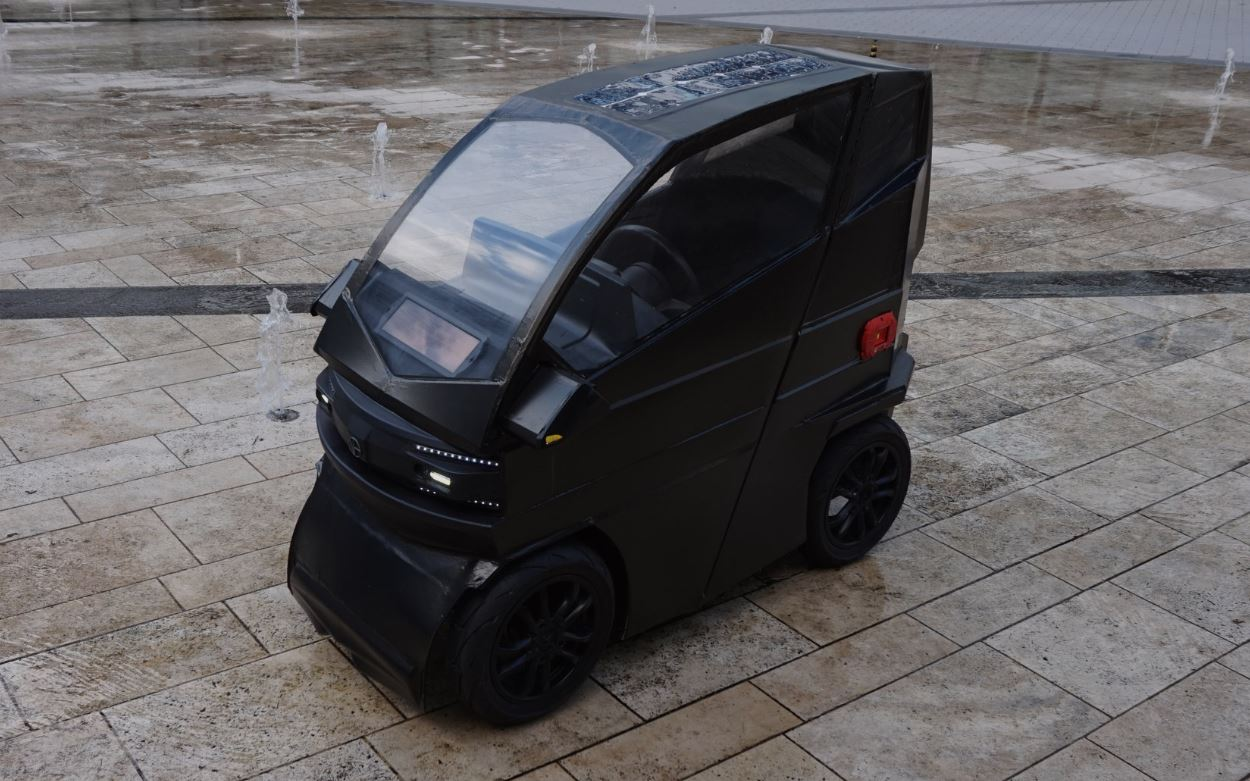
iEV X + گام بعدی به سمت یک آینده انقلابی پایدار است که سیستم حمل و نقل پاک و هوشمند در آن آینده می‌تواند یک واقعیت باشد.

در تاریخ شانزدهم مرداد سال ۱۳۹۷، مجله برخط استرالیایی نیواطلس در نوشتاری با عنوان «خودروی کوچک الکتریکی منبسط می‌شود تا مسافر بیشتری سوار کند»، خودروی جدید هوشمند الکتریک جمشید آرین را معرفی کرده‌است. این خودروی کوچک برای مسافرت‌های شهری مناسب است و در کشور آلمان ساخته شده‌است. عرض این خودرو ۷۸ سانتی‌متر و طول آن ۱۶۰ سانتی‌متر در حالت تک نفره است. برای سوار کردن یک مسافر دیگر، طول خودرو به صورت الکتریکی به ۱۹۰ سانتی‌متر افزایش می‌یابد و اجازه می‌دهد که صندلی دوم در پشت سر راننده ظاهر شود. همچنین، برای حمل محموله‌های اضافی، می‌توان طول این خودرو را به ۲۲۰ سانتی‌متر افزایش داد.
مدل پایه این خودرو با یک بسته باتری ۴۸ ولت لیتیوم یونی طراحی شده و برای طی نمودن مسافت ۶۰ کیلومتر به ۳ ساعت شارژ به صورت پلاگین نیاز دارد. یک پانل خورشیدی ۴۰ وات نیز بر روی سقف این خودرو نصب شده و به شارژ شدن ماشین در هنگام پارک نمودن کمک می‌نماید. حداکثر سرعت این خودرو ۴۵ کیلومتر در ساعت است. نمونه دیگری از این خودرو نیز با ظرفیت بالاتر باتری (۷۲ ولت) برای طی مسافت ۱۲۰ کیلومتر و یک پنل خورشیدی ۶۰ وات و حداکثر سرعت ۶۰ کیلومتر در ساعت طراحی شده‌است. همچنین، این خودرو دارای سیستم شارژ خودکار رباتیک نیز می‌باشد. هردوی این مدل‌ها دارای دوربین دید عقب، صفحه نمایش لمسی ۷ اینچی، سیستم روشنایی LED و شاسی فولادی با پانل‌های آلومینیومی هستند.